# Florent von Berlaymont
Graf Florent (Floris) de Berlaymont (* um 1550; † 3. April 1626 in Namur) war Graf von Lalaing, Graf von Berlaymont sowie Statthalter von Namur, Artois, Geldern-Zutphen und Luxemburg zur Zeit des 80-jährigen Krieges.
Seine Eltern waren Charles de Berlaymont und dessen Ehefrau Adrienne de Ligne-Barbançon. Zu seinen Brüdern gehörten Gilles (um 1540–1579) und Louis (1542–1596).
Er entschied sich zunächst für das Militär. Am Beginn des Achtzigjährigen Krieges geriet er 1572 bei Ruremonde als Hauptmann in Gefangenschaft. 1576 wurde er zusammen mit seiner Familie interniert und schloss sich der Partei der Generalstaaten an. Er beteiligte sich an dem Versuch, Antwerpen zu erobern. Die Generalstaaten belagerten die Stadt und schlossen die Spanier in der Zitadelle ein. Berlaymont war zu der Zeit Oberstleutnant im Regiment seines Bruders Gilles und wurde bei der Belagerung gefangen genommen. Die Generalstaaten verhandelten anschließend mit dem Kommandanten der Zitadelle, Julian Romero, um die Freilassung von Berlaymont.
1576 kam es zur „Genter Pazifikation“, nach der die Spanier das Land verlassen sollten. Florent und sein Bruder Gilles schlossen sich nun dem neuen spanischen Statthalter Don Juan de Austria an. 1579 wurde Florent Nachfolger Gilles seines Bruders als Gouverneur von Namur und Artois, der vor Maastricht gefallen war. Dazu wurde er Kommandeur eines Wallonischen Regiments, mit dem er an der Belagerung von Carpen teilnahm. Durch den Tod seines Vaters war er seit 1579 Graf von Berlaymont, anschließend erbte er 1582 den Titel des Grafen von Lalaing von seinem Schwiegervater. Durch den Titel des Grafen von Berlaymont wurde er auch Mundschenk und Kammerherr der Grafschaft Hennegau. Er wurde 1586 mit den Orden vom Goldenen Vlies ausgezeichnet.
Er begleitete 1599 den Erzherzog Albert nach Spanien, wo dieser die Infantin Isabella Clara Eugenia heiratete. Gleichzeitig heiratete der spanische König Philipp III. die österreichische Prinzessin Margarete, auch dort war er vertreten.
Am 20. Juli 1604 wurde er zum Gouverneur von Luxemburg ernannt.
Berlaymont stiftete zusammen mit seiner Frau den Couvent des Dames de Berlaymont in Brüssel, der am 25. Mai 1627 durch den Erzbischof von Mechelen in Anwesenheit der Infantin Isabella den Nonnen übergeben wurde.

## Familie
Berlaymont heiratete Helen de Melun († 1590), Witwe von Flores von Montmorency († 1570), dieser wurde heimlich im Auftrag von Philipp II. ermordet.
Nach dem Tod seiner ersten Frau heiratete er 1592 Margaretha von Lalaing (1574–1650), Erbtochter von Philipp von Lalaing (1537–1582).
- Claire-Isabelle (* 18. August 1602; † 9. August 1630) ⚭ Philipp Karl von Arenberg (1587–1640)
- Marie Marguerite († 17. März 1654)

⚭ Antoine von Lalaing (1588–1613)
⚭ Ludwig von Egmont (1600–1654), Ritter des Goldenen Vlies